# ملعب زروس ديل ديسيرتو
ملعب زوروس ديل ديسيرتو (بالإسبانية: Estadio Municipal "Zorros del Desierto" de Calama)‏ هو ملعب لكرة القدم في كالاما، تشيلي. يعتبر الملعب الرئيسي لفريق كرة القدم كوبريلوا. تم افتتاحه في عام 2015. يتسع الملعب لـ12346 شخصًا ويتضمن مناطق لذوي الاحتياجات الخاصة. تم بناء الملعب وفقًا لمعايير فيفا.

## التسمية
كان أول مقترح باسم الملعب هو تكريم لاعب كوبريلوا السابق فرناندو كورنيجو، الذي توفي في عام 2009. وأصبح اسم مشروع الاستاد في عام 2010. ومع ذلك، لم يتم تسميته بهذا الاسم.
في النهاية، تم تحديد الاسم من خلال التصويت، من خلال حملة دعت البلدية من خلالها مجتمع كالاما لاقتراح أسماء. في البداية تم اقتراح سبعة أسماء، ولكن تم تمديد فترة التسجيل في سبتمبر 2014. في نهاية المطاف اختار 4721 ناخبا من بين 14 اقتراحا. وكان الفائز هو خيار «زوروس ديل ديسيرتو» بحصوله على 1088 صوتًا. تم استخدام المقترح الثاني والثالث والرابع لتسمية مناطق مختلفة من الملعب.

## التصميم
تصميم الاستاد مستمد من التعدين، وهو النشاط الاقتصادي الرئيسي للمنطقة. يظهر على سطح الملعب قضبان نحاسية.
الملعب مبني من الخرسانة. الغطاء الأمامي مصنوع من الفولاذ (مطلي بالفولاذ المقاوم للعوامل الجوية) لإضفاء مظهر نحاسي على الاستاد وسطح مضاد للتآكل. في البداية تم اقتراح غشاء نحاسي لبطانة الملعب، لكن تم التخلي عن الفكرة.
تشتمل إضاءة الملعب على 16 عمود إنارة موضوعة على الجزء الداخلي من سطح الملعب، مما يجعلها مناسبة للفيديو عالي الدقة. واجهة الاستاد بها أضواء زخرفية متغيرة. 

## معرض صور
| - واجهة الملعب. - لوحة تذكارية . - المدرج الجنوبي - مدرج أنديس - الندرج الشمالي - لوحة تذكارية بقاعة الصحافة. - منطقة وقوف السيارات. |